# Risikodeckungsansatz
Der Risikodeckungsansatz ist ein Verfahren zur Bewertung von Unternehmen. Häufig wird in praxi der Fehler begangen, dass Wert- und Kapitalmarktorientierung gleichgesetzt werden.
Der Risikodeckungsansatz wird dabei häufig anstelle des kapitalmarktorientierten Verfahrens des Capital Asset Pricing Models (CAPM) oder anderer risikobasierter Bewertungsansätze verwendet, da er wesentliche Kapitalmarktunvollkommenheiten durch Berücksichtigung von Rating- und Finanzierungsrestriktionen beseitigt. Aus diesem Grund wird der risikobedingte Eigenkapitalbedarf (operationalisierbar als Value-at-Risk oder Conditional Value-at-Risk) als spezielles Downside-Risikomaß Grundlage einer risikogerechten Bewertung. Der Umfang an Ertragsrisiko bestimmt damit eben gleichzeitig den Wert und die risikogerechte Finanzierungsstruktur.
Insbesondere die Fokussierung auf im Unternehmen befindliche Informationen anstatt historischer Kapitalmarktdaten grenzt die risikodeckungsorientierte Kapitalkostenbestimmung vom CAPM ab. Aus diesem Grund kann der Risikodeckungsansatz auch im Besonderen von nicht-börsennotierten Unternehmen angewendet werden.

## Risikobegriff
Im Rahmen von risikogerechten Bewertungsverfahren ist der Begriff des Risikos essenziell. Im Allgemeinen kann man Risiko mit einer weiteren und einer engeren Definition beschreiben. Aus diesem Grund kann es sowohl als Chance als auch als Gefahr interpretiert werden. Die Begriffe zielen dabei auf die positive bzw. negative Abweichung des Plans vom Erwartungswert ab. Im Zusammenhang mit dem Risikodeckungskonzept wird häufig vom Downside-Risikomaß gesprochen. Das bedeutet, dass das Risiko lediglich auf einen möglichen Verlust, also auf eine negative Planabweichung, beschränkt wird.
Die Berücksichtigung der Risiken im Zusammenhang mit zukünftigen Zahlungsreihen ({\displaystyle {\tilde {Z}}}) erfolgt dabei auf 2 verschiedene Weisen. Die erste Möglichkeit ist die Risikozuschlagsmethode, anhand derer man einen Aufschlag des Risikos zum risikolosen Zinssatz addiert. Der Diskontierungszinssatz zum Abzinsen zukünftiger erwarteter Zeitreihen beträgt dabei {\displaystyle k=r_{z}+r_{f}}. Der Barwert entspricht dabei vereinfacht:
{\displaystyle W({\tilde {Z}}_{1})={\frac {E({\tilde {Z}}_{1})}{1+r_{f}+r_{z}}}={\frac {E({\tilde {Z}}_{1})}{1+r_{f}+\lambda _{RZ}R({\acute {Z}}1)}}}
Der Nachteil dieses Verfahrens liegt darin, dass positive und negative Zahlungen Bewertungsfehlern unterliegen, weshalb bei negativen Zahlungen der Wert bei der Diskontierung steigt.
Die Sicherheitsäquivalent-Methode hingegen berücksichtigt die Risikoaversion, in dem sich ein niedrigerer Wert bei unsicheren Zahlungen ergibt als bei sicheren Zahlungen. Der Barwert diese Verfahren berechnet sich wie folgt:
{\displaystyle W({\tilde {Z}}_{1})={\frac {S{\ddot {A}}}{1+r_{f}}}={\frac {E({\tilde {Z}}1)-\lambda _{S{\ddot {A}}}R({\tilde {Z}}1)}{1+r_{f}}}}

## Probleme des CAPM
Die Bewertung von Unternehmen stützt sich in praxi häufig auf Theorien, welche von einem vollkommenen Kapitalmarkt ausgehen (z. B. CAPM). Insbesondere im Bereich nicht börsennotierter Unternehmen ist die Anwendung des CAPM fehlerbehaftet, da nicht auf kapitalmarktorientierte Vergangenheitsdaten (z. B. Zeitreihe der Aktienrenditen) zurückgegriffen werden kann. Gleichzeitig werden beim CAPM ausschließlich vergangenheitsorientierte Daten verwendet, die Zukunft eines Unternehmens (beispielsweise mit drohender Insolvenz) jedoch außer Acht gelassen.
Vom Unternehmen individuelle Informationsvorsprünge bezüglich der Risiken werden nicht betrachtet, es herrscht vollständige Informationseffizienz. Es wird demnach unterstellt, dass der Kapitalmarkt über die Entwicklung des Unternehmens genauso gut informiert ist, wie die Unternehmensleitung. Im CAPM werden ausschließlich systematische Risiken erfasst, welche nicht durch Diversifikation beseitigt werden können. Unternehmensspezifische Risiken finden bei der Berechnung keine Anwendung. Des Weiteren wird von perfekt risikodiversifizierten Portfolios der Investoren ausgegangen. Dieser Fakt wird insbesondere bei deutschen mittelständischen Unternehmen ad absurdum geführt, da die Investoren dort einen Großteil ihres Kapitals in das eigene Unternehmen investieren. Das CAPM ist in seiner herkömmlichen Renditegleichung weiterhin mit dem „Zirkularitätsproblem“ verbunden.

## Ziele und Nutzen des Risikodeckungsansatzes
Der Risikodeckungsansatz folgt dem Prinzip der inputorientierten Bewertungsmethodik. Besondere Anwendung findet das Verfahren bei nicht bzw. kaum handelbaren Bewertungsobjekten. Es kann demnach eine Bewertung von Unternehmen auch ohne Kapitalmarktdaten vollzogen werden. Im Gegensatz zum CAPM sowie anderen kapitalmarktorientierten Bewertungsverfahren werden auch Kapitalmarktunvollkommenheiten sowie risikogerechte Kapitalkosten (bzw. Risikoabschläge) berücksichtigt. So werden beim Risikodeckungskonzept Rating- und Finanzrestriktionen der Gläubiger sowie die Möglichkeit des Konkurses (i. S. d. Insolvenzrisikos) in das Kalkül mit einbezogen.
Die für die Bewertung relevanten Risiken werden bei diesem Ansatz aus den Zahlungsströmen der Planungsperiode abgeleitet und sind planungskonsistent. Es wird demnach zukunftsorientiert gesteuert, anstatt vergangenheitsorientiert auf historischen Daten zu beharren. Gleichzeitig wird deutlich, dass unternehmensinterne Informationen den marktorientierten Daten vorgezogen werden, da die Unternehmensführung (Insider-Informationen) die speziellen Risiken besser abschätzen kann, als der Kapitalmarkt.
Im Risikodeckungsansatz werden sowohl systematische als auch unsystematische, d. h. unternehmensspezifische Risiken erfasst. Dies hat insbesondere dann einen Vorteil, wenn man von nicht perfekt diversifizierten Portfolios ausgeht, welches häufig der Realität entspricht.

## Ablauf des Risikodeckungsansatzes
Der Ablauf vom Risiko zum Wert eines Unternehmens geschieht wie folgt:

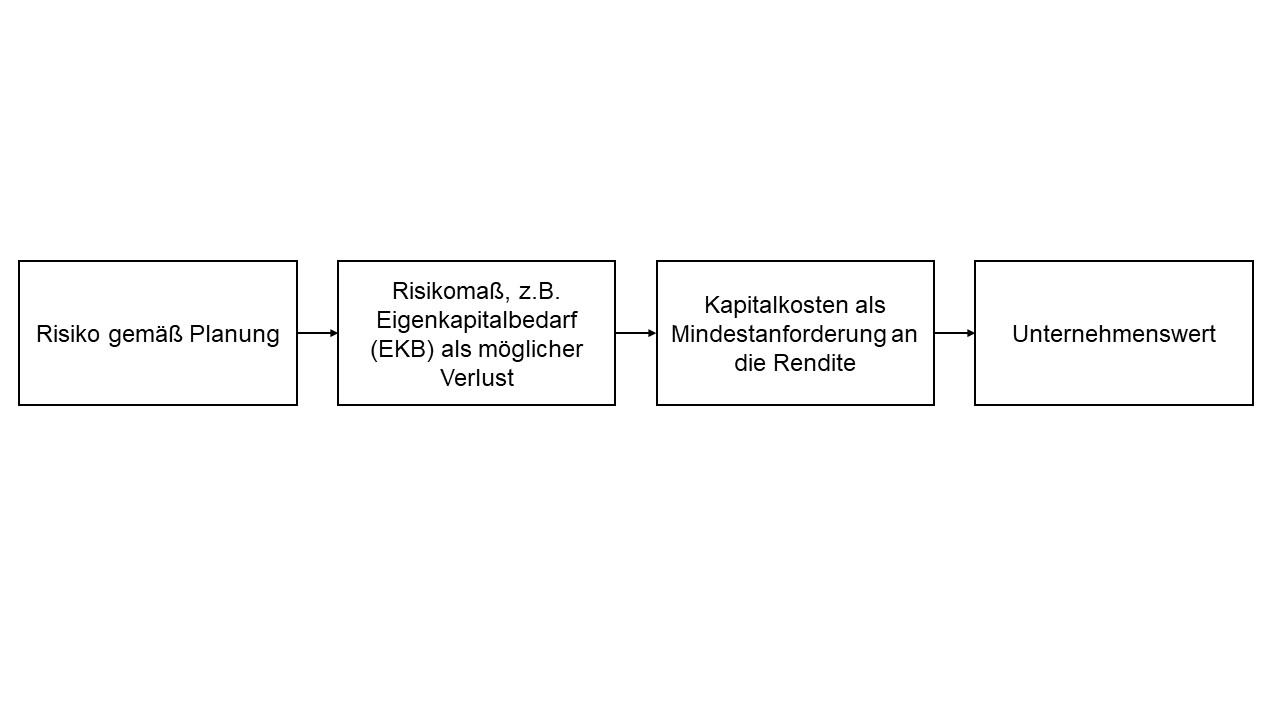
Ablauf des Risikodeckungsansatzes

In unvollkommenen Märkten wird der Eigenkapitalbedarf über den Value at Risk mittels Simulationen (Risikoaggregation) operationalisiert. Die Kapitalkostensätze werden anschließend in Abhängigkeit vom Eigenkapitalbedarf bestimmt. Dabei gilt der Grundsatz: Mehr Risiko impliziert einen höheren Bedarf an „teurem“ Eigenkapital, führt zu höheren Kapitalkosten und einem sinkenden Unternehmenswert.

### Risiko
Der erste Schritt im Prozess bis hin zur Bestimmung des Unternehmenswertes ist die Identifikation wesentlicher Einzelrisiken sowie die Hinterlegung mit Wahrscheinlichkeitsverteilungen (z. B. Normal- oder Dreiecksverteilung) der Positionen, welche zu Planabweichungen in Zukunft führen können. Risiken können demnach als Ursachen für Planabweichungen gesehen werden. Dabei werden sowohl systematische als auch unternehmensspezifische, unsystematische Risiken erfasst. Mit Hilfe z. B. der Monte-Carlo-Simulation wird eine repräsentative Stichprobe generiert. Diese große Anzahl an risikobedingten Simulationsläufen lassen Schwankungen in der Unternehmensentwicklung deutlich werden. Daraus können wiederum Rückschlüsse auf den Umfang des Risikos gezogen werden.
Aus dem Risikoumfang folgend kann abgeleitet werden, welcher Eigenkapitalbedarf zur Deckung der Risiken notwendig ist, um eine bestimmte Insolvenzwahrscheinlichkeit nicht zu übertreffen.

### Eigenkapitalbedarf
Der Eigenkapitalbedarf ist demnach das Resultat aus den unternehmensinternen Daten der Planung, welche sich aus der Quantifizierung der systematischen und unsystematischen und unsystematischen Risiken (Risikoaggregation) ergeben. Für die Quantifizierung ist ein funktionierendes integriertes Risikomanagementsystem unabdingbar.
Bei Berücksichtigung der Insolvenz- und Finanzierungsrestriktionen ist es sinnvoll den Eigenkapitalbedarf (EKBp) als Downside-Risikomaß einzusetzen. Der Eigenkapitalbedarf wird dabei über das Risikomaß des Value at Risk (VaR) operationalisiert. Er beschreibt also den Umfang möglicher risikobedingter Verluste, welche in einer Planungsperiode mit einer vorgegebenen Wahrscheinlichkeit p nicht überschritten werden. Die maximal zu akzeptierende Insolvenzwahrscheinlichkeit (p) wird von den Gläubigern vorgegeben.
Gleichzeitig zeigt der Eigenkapitalbedarf an, wie groß der risikobedingt mögliche Verzehr des Eigenkapitals ist und in welchem Maße eine Nachschussfinanzierung bei mangelnder Haftungsbegrenzung ist. Es folgt demnach eine gedankliche Trennung des Eigenkapitals in einen risikotragenden Teil (EKB) und einen zur Abdeckung risikobedingter Verluste notwendigen Teil. Das Unternehmen benötigt demnach so viel Eigenkapital, wie Verluste auftreten können, die das Eigenkapital aufbrauchen können. Ein Vergleich von Eigenkapital mit dem Bedarf an Eigenkapital wird dabei als Grad der Bestandsbedrohung verstanden. Aus diesem Verhältnis kann auf den Umfang des Risikos geschlossen werden, welcher wiederum Aussagen über die Wahrscheinlichkeit einer Insolvenz zulässt. Diese Insolvenzwahrscheinlichkeit wird aus dem Rating abgeleitet.

### Risikogerechte Kapitalkosten
Die Kapitalkostensätze werden im Anschluss in Abhängigkeit vom Eigenkapitalbedarf ermittelt. Im Allgemeinen versteht man unter den Kapitalkosten eine Mindestanforderung an die zu erwartende Rendite einer Investition, weshalb man sie daher auch als Werttreiber des Unternehmens interpretieren kann. Sie sind daher die Benchmark, welche von der zu erwartenden Rendite übertroffen werden muss, damit das Unternehmen Wert generiert. In der Praxis werden heutzutage die Kapitalkostensätze häufig zu wenig differenziert und über einen längeren Zeitraum als konstant angenommen, weshalb ein Abwägen zwischen Erträgen und Risiken kaum möglich ist. Deshalb besteht die Tendenz zur Durchführung risikoreicherer Geschäfte.
Die Berechnung der Gesamtkapitalkosten in Abhängigkeit vom Eigenkapitalbedarf als Risikomaß erfolgt durch die Gewichtung der Eigen- und Fremdkapitalkosten:
{\displaystyle k_{WACC}=k_{EK,p}{\frac {EKB_{p}}{GK}}+k_{FK,p}{\frac {GK-EKB_{p}}{GK}}(1-s)}
Im Unterschied zum CAPM erfolgt die Gewichtung bei diesem Ansatz nicht zu Marktpreisen, sondern anhand des zur Risikodeckung benötigten Eigenkapitals. Dabei gibt es zwei Komponenten, welche die Gesamtkapitalkosten bestimmen: Risikoprämie und Risikoumfang. Die Risikoprämie entspricht dabei dem Preis pro Einheit Risiko und ergibt sich aus einer realwirtschaftlichen Fundierung. Der Risikoumfang wird dabei aus unternehmensinternen Daten berechnet und ist konsistent zur Planung.
Dabei wird ein höherer Bedarf an „teurem“ Eigenkapital durch ein steigendes (aggregiertes) Risiko bestimmt. Dieser Bedarf, welcher zur Deckung kommender möglicher Verluste herangezogen wird, ist Ursache für steigende Gesamtkapitalkosten, da kEK < kFK. Das bedeutet, dass mehr Risiko zu mehr teurerem Eigenkapital führt und dies zu höheren Kapitalkosten.

### Wert eines Unternehmens
Der Eigenkapitalkostensatz kann dabei als rEK = rz,p+rf dargestellt werden. Somit ist der Risikozuschlag abhängig vom Rating sowie von Informationen über Ertrag und Risiko einer Alternativanlage am Kapitalmarkt.
{\displaystyle r_{z,p}=\lambda _{VaR}={\frac {\text{Marktrisikoprämie}}{VaR_{p}({\tilde {r}}_{m})}}={\frac {E({\tilde {r}}_{m})-r_{f}}{VaR_{p}({\tilde {r}}_{m})}}={\frac {(r_{m}^{e}-r_{f})}{-(r_{m}^{e}+q_{p}\cdot \sigma _{m})}}}
Für die Bewertung eines Unternehmens ergibt sich nach dem Ansatz der Risikodeckung mittels Replikation rz,p (für 1 Periode):
{\displaystyle W({\tilde {Z}}_{1})={\frac {E(Z_{1})-r_{z,p}EKB_{p,t=1}}{1+r_{f}}}}
Dabei entspricht das berechnete Sicherheitsäquivalent dem Geldbetrag, der für den Bewerter dem gleichen wirtschaftlichen Nutzen entspricht wie bei unsicherer Zahlung. Der Risikoabschlag setzt sich multiplikativ aus dem Eigenkapitalbedarf und dem Risikozuschlagssatz zusammen und kann als kalkulatorische Mehrkosten des Eigenkapitals interpretiert werden und entspricht in dem Falle der erwarteten Mehrrendite durch die Risikoübernahmen der Eigen- gegenüber den Fremdkapitalgebern. Der Eigenkapitalbedarf und der Risikozuschlag hängen dabei von der Insolvenzwahrscheinlichkeit p ab.
Befindet man sich im Bereich von Sachinvestitionen, ist häufig der Nettobarwert nach Abzug der Anfangsinvestition in {\displaystyle t=0} von Interesse:
{\displaystyle C_{0}=W({\tilde {Z}}_{1})-I_{0}}